# Československý vojenský řád Za svobodu

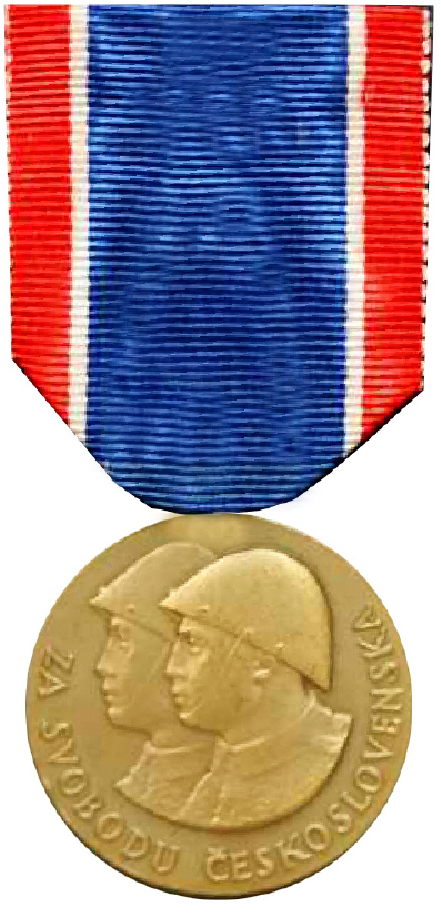
Medaile Československého vojenského řádu Za svobodu

Československý vojenský řád Za svobodu je československé vojenské vyznamenání udělované za vojenské činy vykonané na území Československa či v cizině v letech 1939 až 1945. Uděleno mohlo být jak československým státním občanům, tak cizincům.

## Zřízení
Zřízen byl k 2. dubnu 1946 vládním nařízením č. 105/1946 Sb. 18. ledna 1949 byly stanovy řádu doplněny vládním nařízením č. 103/1949 s účinností od 15. dubna 1948.

## Stupně
Řád se dělil na tři stupně:
- I. stupeň - Zlatá hvězda
- II. stupeň - Stříbrná medaile
- III. stupeň - Bronzová medaile

| Stužky       |                  |                  |
| Zlatá hvězda | Stříbrná medaile | Bronzová medaile |